# All-American Girl
«All-American Girl» (англ. Все-американська дівчина) — другий сингл другого студійного альбому американської кантрі-співачки Керрі Андервуд — «Carnival Ride». В США пісня вийшла 17 грудня 2007. Пісня написана Керрі Андервуд, Ешлі Горлі та Келлі Лавлейс; спродюсована Марком Брайтом. Прем'єра музичного відео відбулась 23 січня 2008. Сингл отримав дві платинові сертифікації від американської компанії RIAA.

## Музичне відео
Відеокліп зрежисовано Романом Вайтом. Прем'єра музичного відео відбулась 23 січня 2008. Станом на травень 2018 музичне відео мало 29 мільйонів переглядів на відеохостингу YouTube.
У відеокліп Андервуд з'являється у образах плавчині, художниці, медсестри, фермера, офіціантки, балерини, кухаря, футбольної уболівальниці, ветеринара, королеви краси, матері, футбольного гравця, поліцейської, вчительки, дипломата, хіміка, студентки, стюардеси, ведучої новин, астронавта, пожежниці, військової, хірурга і президента Сполучених Штатів. У одній із сцен на Андервуд вдягнута та ж сама куртка і чорні окуляри, які вона носила у музичному відео «Before He Cheats», а також вона тримає ту ж саму бейсбольну биту, якою розбивала пікап.
Всі сцени були зняті перед зеленим екраном.

## Нагороди та номінації

### 2008 CMT Online Awards
| Рік  | Номіновано          | Нагорода                               | Результат |
| ---- | ------------------- | -------------------------------------- | --------- |
| 2008 | "All-American Girl" | Most-Streamed Country Song of the Year | Перемога  |

### 2008 BMI Awards
| Рік  | Номіновано          | Нагорода                                  | Результат |
| ---- | ------------------- | ----------------------------------------- | --------- |
| 2008 | "All-American Girl" | Songwriter of the Year (Carrie Underwood) | Перемога  |

### 2010 CMA Triple Play Awards
| Рік  | Номіновано          | Нагорода                                                    | Результат |
| ---- | ------------------- | ----------------------------------------------------------- | --------- |
| 2010 | "All-American Girl" | Triple-Play Songwriter (разом із "So Small" та "Last Name") | Перемога  |

## Список пісень
| #  | Назва               | Тривалість |
| -- | ------------------- | ---------- |
| 1. | «All-American Girl» | 3:32       |

## Чарти
Тижневі чарти
| Чарт (2007-2008)                         | Місце |
| ---------------------------------------- | ----- |
| Canadian Hot 100                         | 45    |
| Canadian Radio & Records Country Singles | 1     |
| U.S. Billboard Hot Country Songs         | 1     |
| U.S. Billboard Hot 100                   | 27    |
| U.S. Billboard Pop 100                   | 50    |

Річні чарти
| Чарт (2008)                      | Місце |
| -------------------------------- | ----- |
| U.S. Billboard Hot Country Songs | 24    |

## Продажі
| Країна     | Сертифікація (таблиця продажів та сертифікатів) | Продажі    |
| ---------- | ----------------------------------------------- | ---------- |
| США (RIAA) | 2x Платина                                      | +1,800,000 |